# 中川重徳
中川 重徳（なかがわ しげのり、1959年 - ）は、日本の弁護士。同性愛と人権をめぐる日本初の裁判として知られる東京都青年の家事件において原告代理人を務めた。また、原爆症認定集団訴訟の東京弁護団事務局長、ノーモア・ヒバクシャ訴訟の全国弁護団事務局長を務めた。

## 来歴
東京都新宿区出身。東京大学経済学部経済学科を除籍退学。同年、司法試験に合格。1988年4月、弁護士登録。
1990年1月、同じ中学高校大学に通った親友で、商工中金に務めていた永野靖は中川に、司法試験を受けてみようかと思っていると相談した。永野は「動くゲイとレズビアンの会」（現・アカー）のメンバーで、同性愛解放に寄与することをライフワークにしたいと思い始めていた。その矢先に事件が起こる。
1990年2月11日、永野らアカーのメンバー18人は1泊の予定で府中青年の家を訪れた。当日はアカーの他に、少年サッカークラブ、女性合唱団、日本イエス・キリスト教団青年部が利用していた。宿泊4団体のリーダー会終了後、少年サッカークラブの小学生やキリスト教団体のメンバーから同性愛者を差別する嫌がらせを受けた。翌2月12日の話し合いでキリスト教団体の2名は「女と寝るように男と寝る者は必ず殺されなければならない」と旧約聖書レビ記の一節を読み上げた。3月24日、宿泊時に不在だった青年の家の所長はアカーの今後の使用を拒絶する旨を述べた。4月7日、永野は中川に連絡をとった。4月9日、中川はアカーの代理人として都教育庁に電話をし、アカーの使用申込を認めるよう要求したが、応対に出た職員は差別的な発言を続けた。4月26日、都教育委員会は、使用に関し不承認処分を下した。
1991年2月12日、アカーは東京都に対し損害賠償を求める訴訟を提起した。
1994年3月、東京地裁は原告勝訴の判決を下した。1997年9月、東京高裁は都の控訴を棄却した。なお、永野は事件をきっかけに司法試験のための勉強を本格的に始め、2000年に弁護士登録した。
2000年2月、新宿区高田馬場に「諏訪の森法律事務所」を開設した。
2015年4月1日、日本初の「パートナーシップ制度」の条例が渋谷区で施行された。施行後、中川は証明書発行のための区規則の制定に関わり、軽費用でできる特例型を規則に盛り込むことに尽力した。
同年7月7日、41都道府県の性的少数者455人が、日本で同性婚が法制化されていないのは人権侵害であるとして、日本弁護士連合会に対して人権救済の申立てをした。申立てに当たり、中川ら「LGBT支援法律家ネットワーク」の有志の弁護士は同性婚人権救済弁護団を作り、活動の中心を担った。
2018年7月9日、同性パートナーを殺害された名古屋市在住の男性は、同性を理由に国の犯罪被害給付制度に基づく遺族給付金を不支給とした愛知県公安委員会の裁定は違法として、同県を相手に取り消しを求めて名古屋地裁に提訴した。中川と永野は弁護団に加わった。
2019年2月14日、日本国内の複数の同性カップルが、同性同士が法律婚できないのは違憲だとして、損害賠償を求める訴訟を東京、大阪、札幌、名古屋の各地方裁判所で一斉に提訴した。同年9月5日には同様の訴訟が福岡地裁にも提起された。同性婚の合憲性を正面から問う国内初のこの訴訟（「結婚の自由をすべての人に」訴訟）において、中川と永野は東京訴訟弁護団に加わった。
2021年5月28日、自民党は総務会を開き、LGBT理解増進法案の通常国会への提出見送りを決定した。これを受けて、中川ら23人の弁護士とNPO法人「LGBTとアライのための法律家ネットワーク」が呼びかけ人となり、同年6月5日、法案提出を求める緊急声明が発表された。6月8日、中川、寺原真希子らは自民党本部を訪れ、3人の国会議員に声明を手渡した。
2022年9月16日、れいわ新選組が、任期満了に伴う新宿区長選挙に元新宿区議会議員の依田花蓮を擁立すると発表。同年11月4日、中川ら新宿在住・在勤の弁護士は有志の会を結成し、「基本的人権の尊重・国民主権・平和主義という憲法の理念を新宿から実現することを掲げるよだかれんさんを応援します」との声明を発表した。投票日前日の11月12日に中川はFacebookを更新し、依田への投票を呼び掛けた。11月13日、現職の吉住健一は依田との一騎打ちを制し、3選を果たした。

## 著書
- 北沢杏子、中川重徳、宗像恒次、山本直英、池上千寿子、川田悦子、大石敏寛ほか 著、北沢杏子 編『エイズ集中講義』アーニ出版、1999年9月20日。ISBN 978-4870011243。
- 伊藤直子、田部知江子、中川重徳『被爆者はなぜ原爆症認定を求めるのか』岩波書店〈岩波ブックレット〉、2006年9月28日。ISBN 978-4000093842。
- 中川重徳、風間孝、三橋順子、鈴木秀洋、石田京子、東由紀、石田若菜、長島佐恵子、谷口洋幸『LGBTをめぐる法と社会』日本加除出版、2019年10月。ISBN 978-4817845948。